# Kazimierz Rzepka

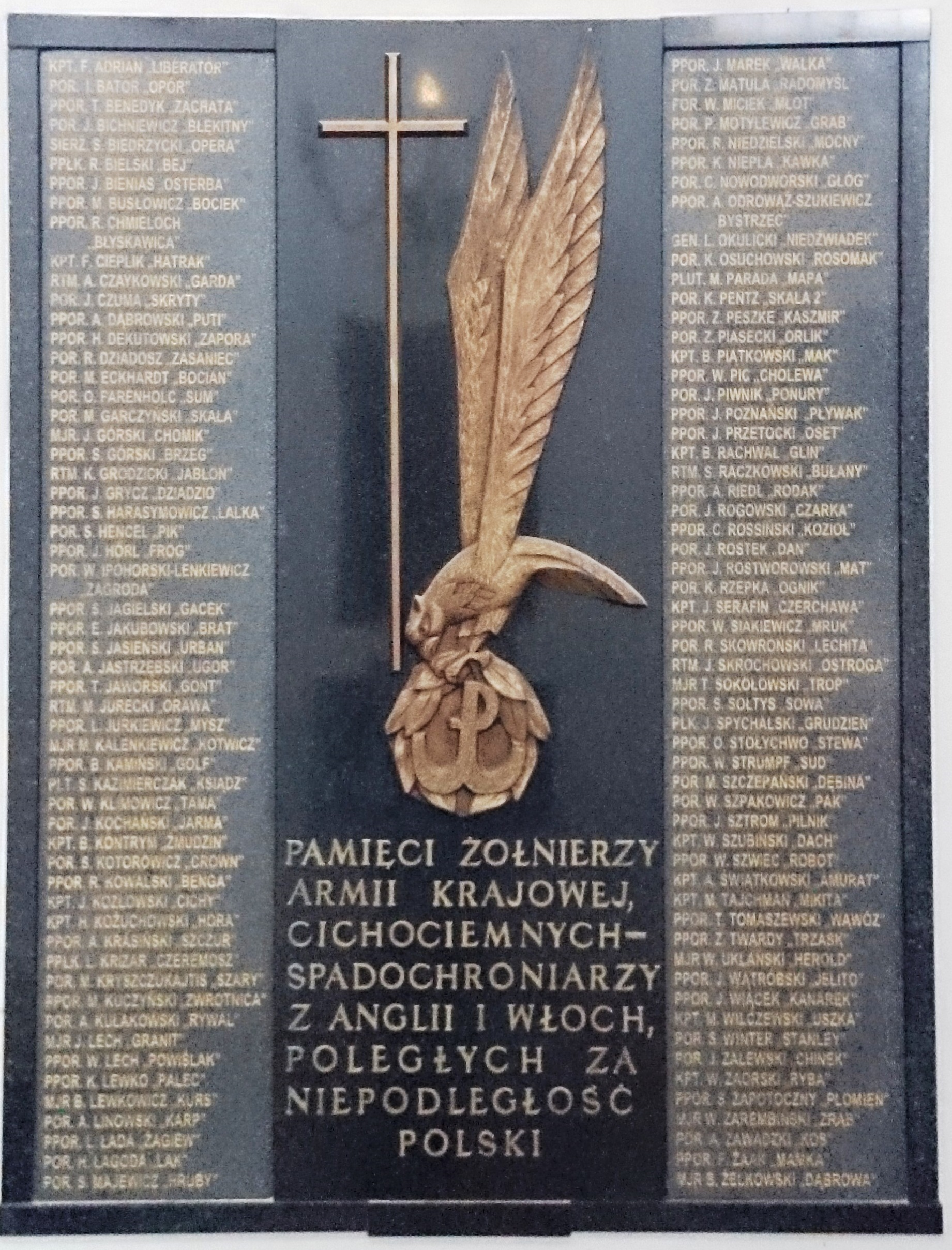
Tablica w kościele św. Jacka w Warszawie, upamiętniająca poległych cichociemnych, w tym Kazimierza Rzepkę

Kazimierz Rzepka pseud.: Ognik (ur. 1 marca 1915 w Biadolinach Szlacheckich, zm. 26 listopada 1943 w Lesienicach) – oficer Wojska Polskiego, Polskich Sił Zbrojnych na Zachodzie i Armii Krajowej, porucznik piechoty służby stałej, cichociemny.

## Życiorys
Był synem Szczepana, rolnika, i Honoraty z domu Solak. W latach 1930–1934 uczył się w Korpusie Kadetów w Rawiczu, uzyskał tam maturę i kontynuował naukę w Szkole Podchorążych Rezerwy Piechoty w Komorowie koło Ostrowi Mazowieckiej. Dostał przydział do 8 pułku piechoty Legionów, w którym dowodził plutonem w 1 kompanii karabinów maszynowych I batalionu.
We wrześniu 1939 roku walczył w macierzystym pułku jako dowódca 3 kompanii. Walczył pod Iłżą, Piłatką, Cześnikami i Tarnawatką, gdzie był ranny i dostał się do niewoli. Uciekł z obozu przejściowego w Krasnobrodzie. 21 września przekroczył granicę polsko-węgierską. Był internowany na Węgrzech. W grudniu dotarł do Francji, gdzie został skierowany do 3 pułku piechoty, w którym dowodził 3 plutonem 2 kompanii I batalionu. Brał udział w ciężkich walkach kampanii francuskiej. W czasie tych walk był czterokrotnie odznaczony Krzyżem Walecznych. Był ranny w bitwie pod Lagarde i 25 czerwca dostał się do niewoli niemieckiej, przebywał w oflagach (Oflag VI A Soest i Oflag VI B Dössel), 24 czerwca 1941 roku uciekł z obozu niemieckiego podziemnym tunelem. Po 6 tygodniach szukania kontaktu z polskimi siłami natknął się na kolegów z 3 Pułku Grenadierów, z którymi nielegalnie przedostał się 3 albo 10 sierpnia 1941 roku do Hiszpanii i we wrześniu dotarł do Madrytu. Tam został aresztowany przez patrol żandarmerii i osadzony w obozie koncentracyjnym w Miranda de Ebro. 22 stycznia 1942 roku, wykorzystując zamieszanie w czasie obozowego meczu bokserskiego, zakopany przez kolegów w śmieci został wywieziony na taczce za druty obozu. Dostał się do Lizbony, a stamtąd do Gibraltaru i wreszcie 13 kwietnia 1942 roku do Wielkiej Brytanii, gdzie został przydzielony do 1 Samodzielnej Brygady Spadochronowej.
Zgłosił się do służby w kraju. Po przeszkoleniu w dywersji został zaprzysiężony 26 października 1942 roku w Oddziale VI Sztabu Naczelnego Wodza. Zrzutu dokonano w nocy z 20 na 21 lutego 1943 roku w ramach operacji „Rivet” dowodzonej przez por. naw. Radomira Walczaka (zrzut na placówkę odbiorczą „Okoń” 11 km na południowy wschód od Koniecpola). Po krótkiej aklimatyzacji w Warszawie dostał przydział do Kedywu Okręgu Lwów AK na stanowisko dowódcy ośrodka dywersyjnego Obwodu Lwów Wschód AK.
Brał udział m.in. w poniższych działaniach:
- szkolenie patroli sabotażowo-dywersyjnych
- nieudana akcja zdobycia broni zmagazynowanej w okolicy kościoła św. Elżbiety we Lwowie (czerwiec)
- akcja zdobycia materiałów wybuchowych na Czartowskiej Skale (lipiec)
- wysadzenie niemieckiego pociągu z transportem amunicji na trasie Lwów – Krasne (26 listopada 1943 roku).

Po ewakuacji z tej ostatniej akcji i przybyciu do wsi Lesienice zmarł na zawał serca. Został pochowany na Cmentarzu Łyczakowskim we Lwowie koło kwatery Obrońców Lwowa.

## Awanse
- podporucznik – ze starszeństwem od 15 października 1946 roku[potrzebny przypis]
- porucznik – 3 maja 1940 roku.

## Odznaczenia
- Krzyż Walecznych – czterokrotnie, według Tucholskiego[3] został pięciokrotnie odznaczony tym krzyżem, po raz piąty 11 listopada 1943 roku,
- Medal Wojska
- Krzyż Wojenny (Francja)
- Krzyż Czynu Bojowego Polskich Sił Zbrojnych na Zachodzie (pośmiertnie, 1992).

## Upamiętnienie
W lewej nawie kościoła św. Jacka przy ul. Freta w Warszawie odsłonięto w 1980 roku tablicę Pamięci żołnierzy Armii Krajowej, cichociemnych – spadochroniarzy z Anglii i Włoch, poległych za niepodległość Polski. Wśród wymienionych 110 poległych cichociemnych jest Kazimierz Rzepka.
Drugiego października 2016 roku odsłonięto pamiątkową tablicę w Domu Ludowym w Biadolinach Szlacheckich upamiętniającą Kazimierza Rzepkę.